# 眞野家住宅 (犬山市)
眞野家住宅（真野家住宅、まのけじゅうたく）は、愛知県犬山市犬山東古券57にある町屋。主屋・離座敷・土蔵・高塀が登録有形文化財。中本町と呼ばれる地区にある。

## 歴史

### 眞野家の歴史
眞野家は丹羽郡における大地主である。眞野九郎右衛門は1892年（明治25年）に設立された丹葉銀行頭取や尾北貯蓄銀行頭取を務めた。1894年（明治27年）に主屋や離座敷が建てられた。
1954年（昭和29年）から1958年（昭和33年）まで初代犬山市長を務めた真野幸太郎も眞野家出身である。

### 保存・活用
2005年（平成17年）2月9日、主屋・離座敷・土蔵・高塀の4件が登録有形文化財に登録された。なお、犬山市では同時に旧磯部家住宅の5件、小島家住宅の7件、伊藤家住宅の2件、遠藤家住宅主屋も登録されている。
2024年（令和6年）2月時点で、建物を宿泊施設とする改修が進行中である。

## 建築
- 主屋
  - 木造2階建、切妻造、桟瓦葺、渡り廊付[1]。建築面積219平方メートル[1]。犬山城下の主街道（中本町通り）に西面して建つ[1]。
  - 1894年（明治27年）竣工[1]。
- 離座敷
  - 木造平屋建、桟瓦葺[2]。北側は切妻造、南側は寄棟造[2]。建築面積42平方メートル[2]。主屋の裏に中庭を挟んで建つ[2]。8畳の座敷、4畳の次の間からなる[2]。
  - 1894年（明治27年）竣工[2]。
- 土蔵
  - 土蔵造2階建、切妻造、桟瓦葺[3]。建築面積121平方メートル[3]。
  - 1894年（明治27年）竣工[3]。

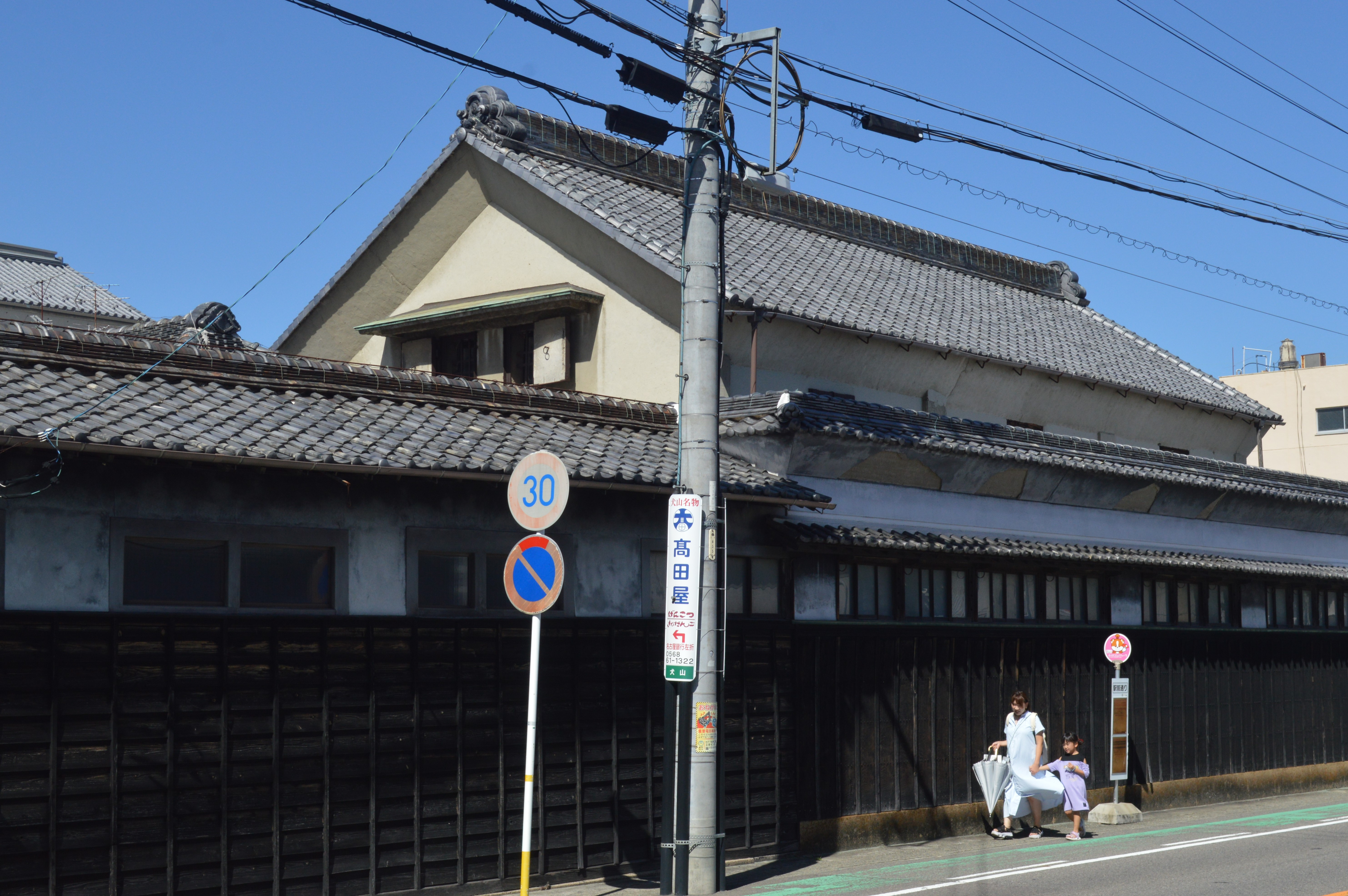
土蔵
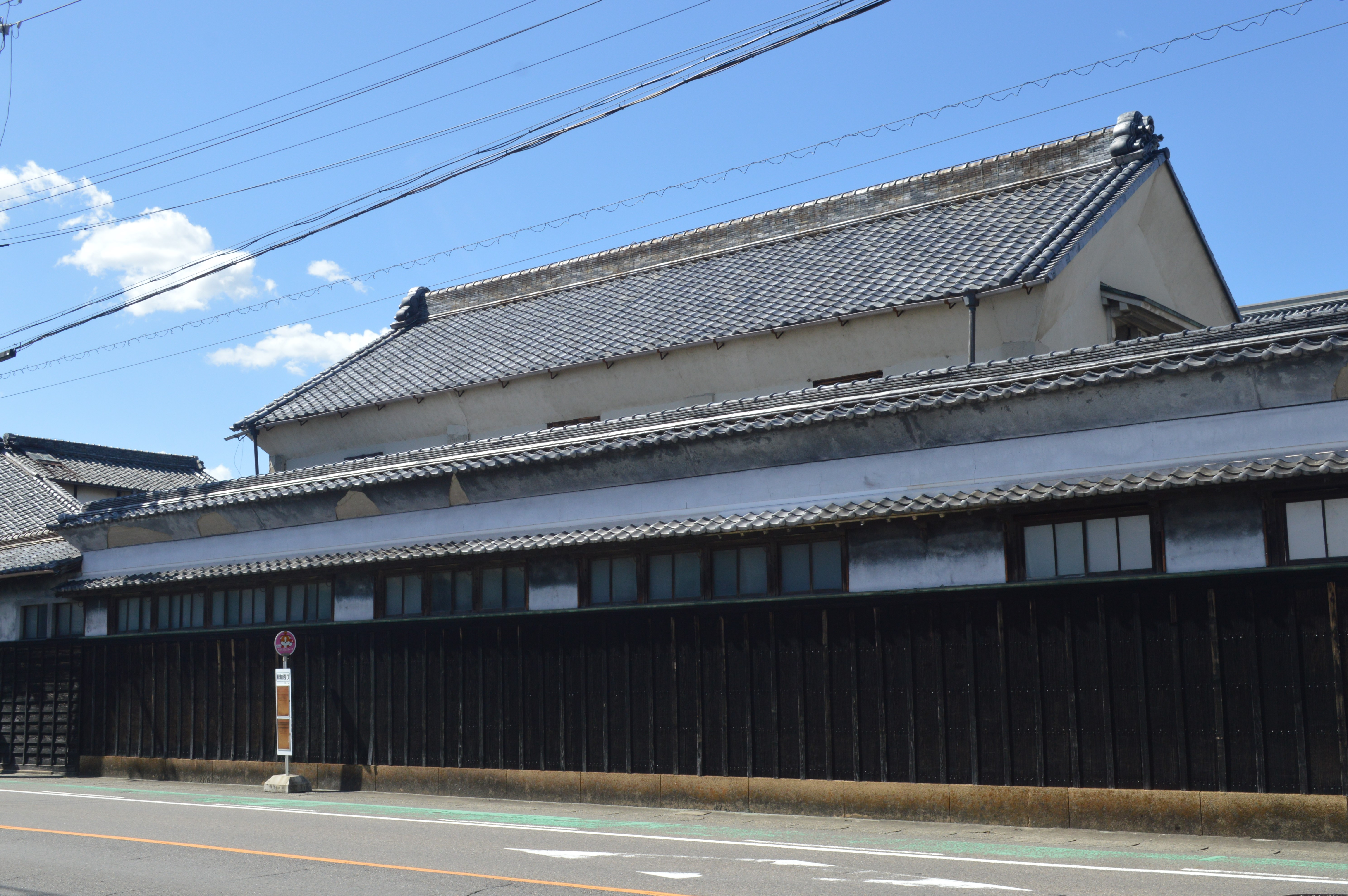
高塀
  - 木造、瓦葺[4]。延長29メートル[4]。敷地の東側半分と道路を仕切っている屋根付の高塀[4]。高さは5メートルにもなり、桟瓦葺の屋根がかけられている[4]。
  - 1894年（明治27年）竣工[4]。

- 土蔵
- 高塀